# 趙徽
趙 徽（ちょう き、生没年不詳）は、遼（契丹）の政治家。本貫は幽州薊県。

## 経歴
重熙5年（1036年）、進士甲科に及第した。大理正に累進した。
清寧2年（1056年）、銅州の民が儒仏道三教を排斥していたため、趙徽は実態を調査して奏上した。顕官を歴任して、有能なことで知られた。翰林学士承旨に累進した。咸雍元年（1065年）、度支使となった。咸雍3年（1067年）、参知政事に任じられた。咸雍8年（1072年）、武定軍節度使として出向した。任期を終えると、軍民が留任を請願した。
太康元年（1075年）、同知枢密院事となり、南府宰相・門下侍郎・同中書門下平章事を兼ねた。太康2年（1076年）、致仕した。死去すると、中書令の位を追贈された。諡は文憲といった。

## 伝記資料
- 『遼史』巻97 列伝第27